# Stadion Ernst Happel
Ernst-Happel-Stadion u Beču (do 1992. poznat kao Praterstadion ili Bečki stadion) najveći je nogometni stadion Austrije.
Ima kapacitet od 50 865 gledatelja i ubraja se u kategoriju stadiona s pet zvjezdica. Na njemu austrijska nogometna reprezentacija igra svoje domaće utakmice, a bečki klubovi svoje nastupe u europskim natjecanjima. U sklopu Europskog prvenstva u nogometu 2008. ovdje se odigralo sedam utakmica, između ostalih i finale ovog natjecanja.
Stadion je u vlasništvu grada Beča.
Na ovom su stadionu mnogobrojni glazbenici održali svoje koncerte, između ostalih Rolling Stones, David Bowie, Michael Jackson, Pink Floyd, U2, Tina Turner, Elton John, Guns N' Roses, Eros Ramazzotti, Bruce Springsteen, AC/DC i mnogi drugi.

## Vanjske poveznice
- Ernst-Happel-Stadion na stranici grada Beča (njem.)

### Ostali projekti
|  | Zajednički poslužitelj ima još gradiva o temi Ernst-Happel-Stadion |

| Prethodnik:     | Domaćin finala Kupa prvaka 1964. | Nasljednik: |
| Wembley Stadium | Domaćin finala Kupa prvaka 1964. | San Siro    |

| Prethodnik:     | Domaćin finala Kupa prvaka 1987. | Nasljednik:   |
| Sánchez Pizjuán | Domaćin finala Kupa prvaka 1987. | Neckarstadion |

| Prethodnik: | Domaćin finala Kupa prvaka 1990. | Nasljednik:       |
| Camp Nou    | Domaćin finala Kupa prvaka 1990. | Stadio San Nicola |

| Prethodnik:                | Domaćin finala UEFA Lige prvaka 1995. | Nasljednik:     |
| Olimpijski stadion u Ateni | Domaćin finala UEFA Lige prvaka 1995. | Stadio Olimpico |